# Mère de Grendel
La mère de Grendel (Grendles mōdor en vieil anglais) est un personnage du poème épique Beowulf. Elle est le second des trois adversaires du héros Beowulf, qui doit l'affronter après avoir tué son fils Grendel. Elle n'est jamais nommée.

## Histoire
Aux vers 106-114 et 1260-1277 de Beowulf, le monstre Grendel et sa mère sont décrits comme les descendants de Caïn :
La mère de Grendel,

monstrueuse femelle, ruminait sa déchéance,

condamnée qu'elle était à vivre sous les eaux menaçantes,

les courants glacés depuis que Caïn était devenu,

d'un coup d'épée, le meurtrier de son propre frère,

fils du même père.
— Beowulf, vers 1258-1263
Après la mort de son fils, tué par Beowulf, la mère de Grendel se rend de nuit à Heorot, le palais du roi Hrothgar. Elle récupère le bras arraché à son fils par Beowulf et enlève Æschere, le conseiller favori de Hrothgar. Beowulf et le roi la suivent « au-delà de la lande brumeuse » (vers 1405) jusqu'à sa demeure, située sous un lac sinistre, près duquel ils retrouvent la tête ensanglantée d'Æschere.
Muni de l'épée Hrunting, Beowulf plonge dans le lac, mais il est rapidement repéré et attaqué par la mère de Grendel. L'homme est protégé par son armure et « ses horribles griffes » (vers 1502) ne réussissent pas à le blesser. Elle l'entraîne alors dans une caverne sous les eaux où se trouve le corps de son fils et les restes des hommes que les deux ogres ont tués.
Dans la bataille qui suit, la mère de Grendel a d'abord le dessus, car Hrunting est inefficace contre l'ogresse : « l'épée flamboyante refusa de mordre, de causer mortelle blessure : l'épée faillit à son maître au pire moment » (vers 1523-1525). Beowulf s'en débarrasse et une lutte à bras le corps s'ensuit, durant laquelle la mère de Grendel renverse le héros, qui ne doit encore une fois la vie qu'à son armure, qui pare le coup de coutelas qui lui était destiné. Apercevant « une antique épée de géant » (vers 1558) abandonnée dans le repaire de son adversaire, il s'en empare et réussit à la décapiter.
Le champion des Scyldiens la saisit par la garde,

brandit l'épée ouvragée avec fureur,

et, au péril de sa vie, en frappa un coup plein de colère

qui atteignant violemment la bête au cou

lui brisa les vertèbres. Le glaive trancha de part en part

le corps, et la vie : la bête s'écroula sur les dalles.

L'épée suait le sang, le guerrier exulta.
— Beowulf, vers 1563-1569

## Analyse
Dans le contexte de la culture héroïque germanique, l'attaque de la mère de Grendel sur Heorot peut s'interpréter comme un acte de faide : en prenant la vie d'Æschere, elle venge la mort de son fils aux mains de Beowulf. Ce geste est complètement légitime, mais il est inhabituel qu'il soit accompli par une femme. Dans toute la littérature vieil-anglaise, la mère de Grendel est, avec l'héroïne biblique Judith, le seul personnage féminin qui commette un homicide.
Le poème fait référence à la mère de Grendel avec des pronoms ou des adjectifs accordés au masculin à plusieurs reprises, faisant régner une certaine ambiguïté autour de son genre. Plusieurs des termes employés pour la décrire sont des hapax dont l'interprétation reste débattue par les chercheurs. C'est notamment le cas du substantif aglæcwif qui suit sa toute première mention dans le texte, au vers 1259.

## Dans la culture populaire
Au cinéma, le rôle de la mère de Grendel est interprété par Layla Roberts dans Beowulf (1999) et Angelina Jolie dans La Légende de Beowulf (2007). Ces deux films en font une créature capable de prendre l'apparence d'une femme d'une grande beauté et décrivent Grendel comme le fruit de son union avec Hrothgar. Elle tente de séduire Beowulf dans les deux films, échoue dans celui de 1999 mais y parvient dans celui de 2007 où elle donne naissance au troisième adversaire de Beowulf, le dragon,.